# Incendio del Parlamento del Reino Unido

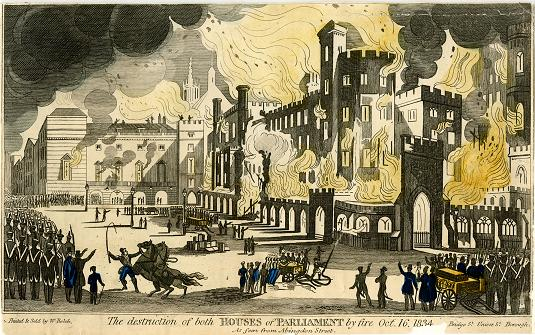
El Palacio de Westminster en llamas, octubre 1834, con Old Palace Yard en primer plano.

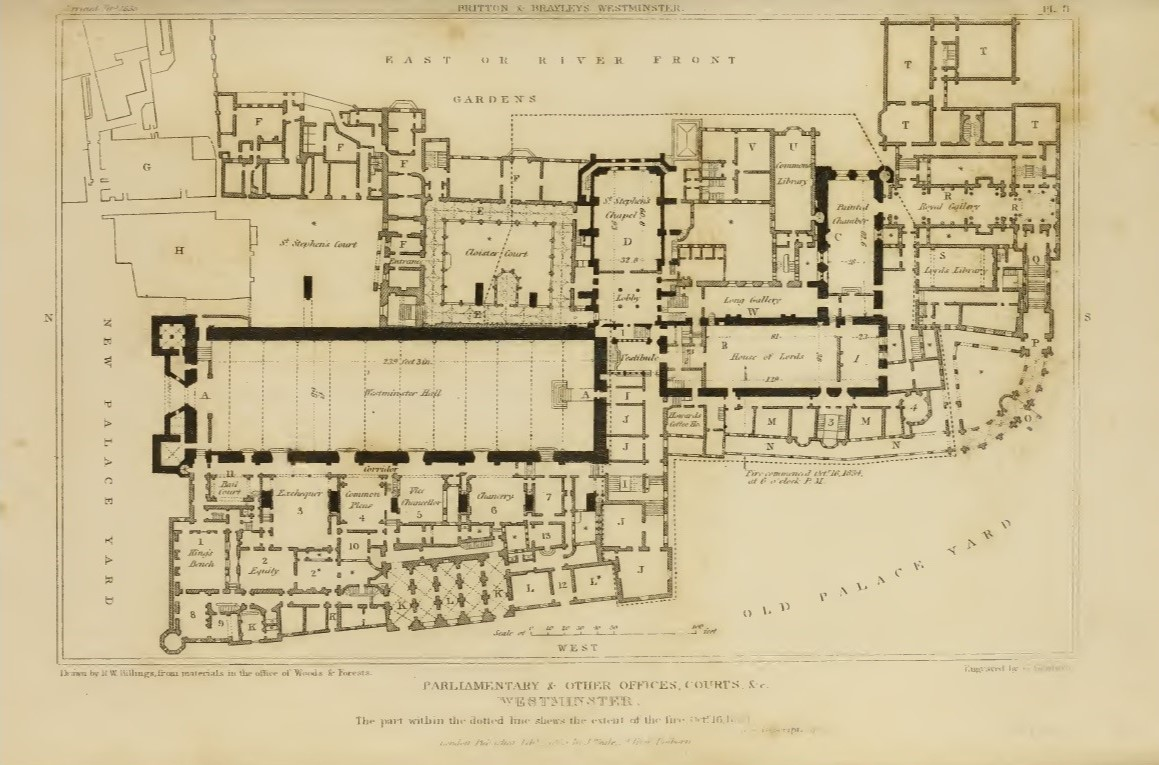
Plano del Palacio de Westminster en 1834, que muestra la posición de la Cámara de los Lores (en la Cámara Blanca), la Cámara de los Comunes (en la Capilla de San Esteban), la Sala de Westminster, la Cámara Pintada, la Casa de los Oradores y el Échiquier.

El Incendio del Parlamento del Reino Unido se produjo el 16 de octubre de 1834 en Londres, el Palacio de Westminster, el palacio real medieval utilizado como sede del parlamento británico, fue destruido en gran parte por este incendio, causado por la quema de pequeños palos de madera que habían sido utilizados como parte de los procedimientos contables del échiquier hasta 1826. Los palos se desecharon sin cuidado en los dos hornos de la Cámara de los Lores, lo que provocó un incendio de chimenea en las dos chimeneas que corrían debajo del piso de la cámara de los Lores y ascendían a través de las paredes.
El incendio resultante se extendió rápidamente por todo el complejo y se convirtió en la mayor conflagración en Londres entre el Gran Incendio de 1666 y los blitz de la Segunda Guerra Mundial; el evento atrajo a grandes multitudes que incluyeron varios artistas que proporcionaron registros pictóricos del evento. El incendio duró la mayor parte de la noche y destruyó gran parte del palacio, incluida la convertida Capilla de San Esteban, el lugar de reunión de la Cámara de los Comunes, la Cámara de los Lores, la Cámara Pintada y las residencias oficiales del presidente y el secretario de la Cámara de los Comunes.
Las acciones del superintendente James Braidwood del London Fire Engine Establishment aseguraron que Westminster Hall y algunas otras partes de las antiguas Casas del Parlamento sobrevivieran al incendio. En 1836, Charles Barry ganó un concurso de diseños para un nuevo palacio. Los planes de Barry, desarrollados en colaboración con Augustus Pugin, incorporaron los edificios sobrevivientes en el nuevo complejo. El concurso estableció la Arquitectura neogótica como el estilo arquitectónico nacional predominante y desde entonces el palacio ha sido clasificado como Patrimonio de la Humanidad por la UNESCO, de excepcional valor universal.

## Antecedentes
El Palacio de Westminster data originalmente de principios del siglo XI, cuando Canuto el Grande construyó su residencia real en el lado norte del río Támesis. Reyes sucesivos agregaron al complejo: Eduardo el Confesor construyó la Abadía de Westminster; Guillermo el Conquistador comenzó a construir un nuevo palacio; su hijo, William Rufus, continuó el proceso, que incluyó el Westminster Hall, que comenzó en 1097; Enrique III construyó nuevos edificios para el Ministerio de Hacienda, el departamento de recaudación de impuestos y recaudación de ingresos del país, en 1270 y el Tribunal de Causas Comunes, junto con el Tribunal del Rey y el Tribunal de Chancillería. En 1245, el trono del rey estaba presente en el palacio, lo que significaba que el edificio estaba en el centro de la administración real inglesa.
En 1295, Westminster fue sede del Parlamento Modelo, la primera asamblea representativa inglesa, convocada por Eduardo I; durante su reinado convocó dieciséis parlamentos, que se sentaban en la Cámara Pintada o en la Cámara Blanca. En 1332, los barones —que representan a las clases tituladas— y los burgueses y ciudadanos —que representan a los comunes— comenzaron a reunirse por separado, y en 1377 los dos cuerpos estaban completamente separados. En 1512, un incendio destruyó parte del complejo del palacio real y Enrique VIII trasladó la residencia real al cercano Palacio de Whitehall, aunque Westminster todavía conservaba su estatus de palacio real. En 1547 el hijo de Henry, Eduardo VI, proporcionó la Capilla de San Esteban para que los Comunes lo usaran como su cámara de debate. La Cámara de los Lores se reunió en la sala medieval de la Cámara de la Reina, antes de trasladarse a la Sala Menor en 1801. A lo largo de los tres siglos a partir de 1547, el palacio se amplió y modificó, convirtiéndose en un laberinto de pasillos y escaleras de madera.

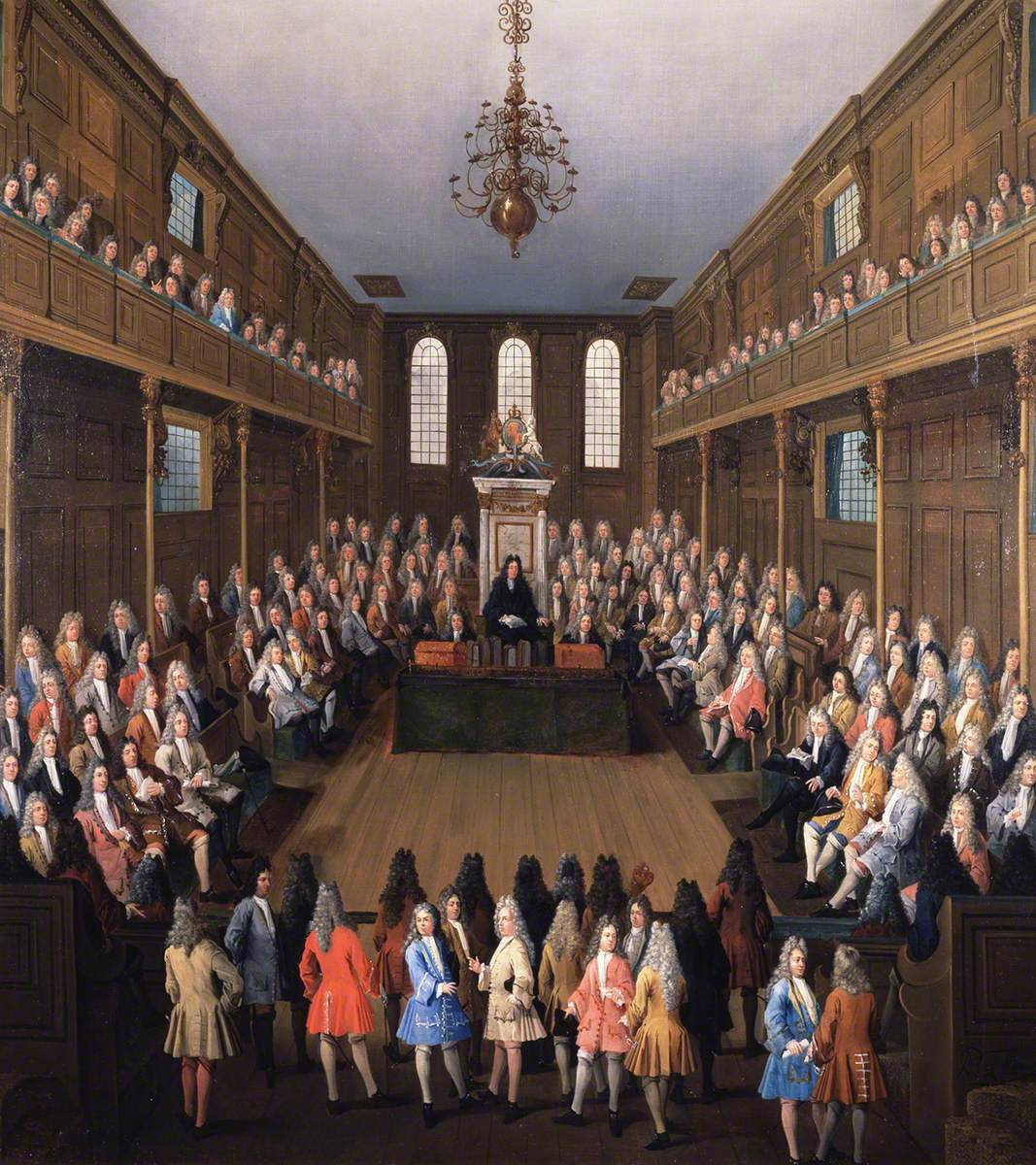
Capilla de San Esteban albergando una sesión de la Cámara de los Comunes en 1710.

La capilla de San Esteban se mantuvo prácticamente sin cambios hasta 1692, cuando Christopher Wren, en el momento en que el maestro de las obras del rey, recibió instrucciones de realizar modificaciones estructurales. Bajó el techo, quitó las vidrieras, colocó un piso nuevo y cubrió la arquitectura gótica original con paneles de madera. También agregó galerías desde las que el público podía ver los procedimientos. Un visitante de la cámara describió el resultado como «oscuro, sombrío y mal ventilado, y tan pequeño ... cuando se produjo un importante debate ... los miembros estaban realmente compadecidos». Cuando el futuro primer ministro William Ewart Gladstone recordó su llegada como nuevo parlamentario en 1832 y comentó: «Lo que puedo llamar conveniencias corporales eran ... maravillosamente pequeñas. No creo que en ninguna parte del edificio proporcionara los medios para lavarse las manos». Las instalaciones eran tan pobres que, en los debates de 1831 y 1834, Joseph Hume, un diputado radical, pidió un nuevo alojamiento para la Casa, mientras que su compañero William Cobbett preguntó: «¿Por qué nos apretamos en un espacio tan pequeño que es absolutamente imposible que haya una discusión tranquila y regular, incluso únicamente por las circunstancias ... ¿Por qué estamos 658 de nosotros abarrotados en un espacio que nos permite tener a cada uno de nosotros no más de un pie y medio cuadrado?».
Para 1834, el complejo del palacio se había desarrollado todavía más, en primer lugar por John Vardy a mediados del siglo XVIII, y a principios del siglo XIX por James Wyatt y John Soane. Vardy agregó el Edificio de Piedra, de estilo palladiano al lado oeste de Westminster Hall; Wyatt amplió los Comunes, trasladó a los Lores al Tribunal de Solicitudes y reconstruyó la Casa del Orador. Soane, asumiendo la responsabilidad del complejo del palacio a la muerte de Wyatt en 1813, emprendió la reconstrucción de Westminster Hall y construyó los tribunales de justicia en un estilo neoclásico. Soane también proporcionó una nueva entrada real, escaleras y una galería, así como salas de comités y bibliotecas.
Los peligros potenciales del edificio eran evidentes para algunos, ya que en el edificio no había ninguna clase de corta fuegos para frenar el avance de un incendio. A finales del siglo XVIII, un comité de parlamentarios predijo que habría un desastre si el palacio se incendiara. Esto fue seguido por un informe en 1789 de catorce arquitectos advirtiendo sobre la posibilidad de incendio en el palacio; Los firmantes incluyeron a John Soane y Robert Adam. Soane advirtió nuevamente sobre los peligros en 1828, cuando escribió que «la falta de seguridad frente al fuego, los pasajes estrechos, sombríos e insalubres y la insuficiencia de los alojamientos en este edificio son objeciones importantes que exigen una revisión y una rápida enmienda». Su informe fue nuevamente ignorado.

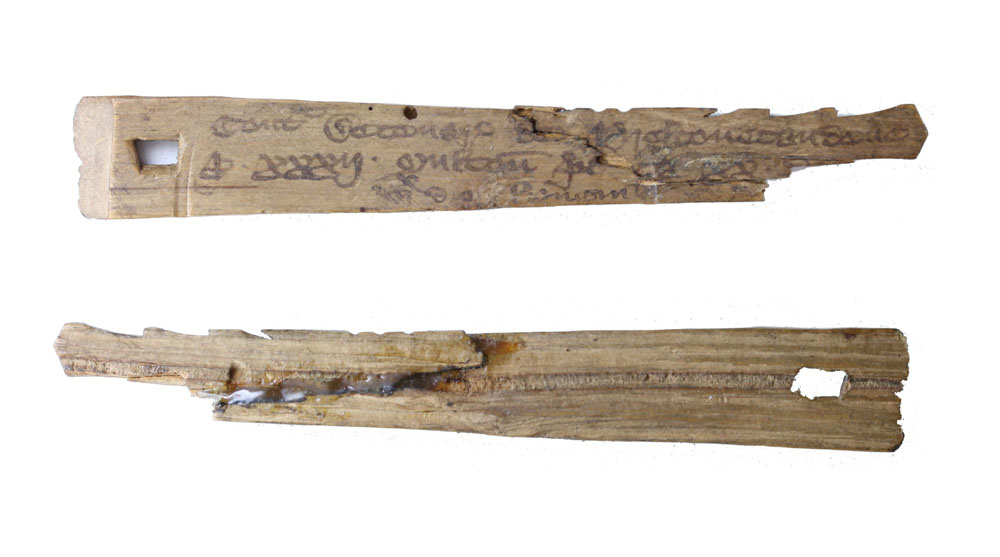
Los funcionarios de la tesorería utilizaron palos de talla hasta 1826.

Desde la época medieval, el échiquier había utilizado palos de conteo, trozos de madera tallada, con muescas, normalmente de sauces, como parte de sus procedimientos contables. La historiadora parlamentaria Caroline Shenton ha descrito los palos de recuento como «aproximadamente tan largos como el lapso de un dedo índice y pulgar». Estos palos se dividieron en dos para que las dos partes de un acuerdo tuvieran un registro de la situación. Una vez que el propósito de cada cuenta había llegado a su fin, eran destruidos rutinariamente. A finales del siglo XVIII, la utilidad del sistema de cuentas también había llegado a su fin, y una Ley del Parlamento de 1782 declaró que todos los registros debían estar en papel, no en las cuentas. La Ley también abolió las posiciones de sinecura en el échiquier, pero una cláusula en el acto aseguró que únicamente podía tener efecto una vez que los titulares de la sinecura restantes hubieran muerto o se hubieran retirado. El último titular de la sinecura murió en 1826 y el acto entró en vigor,  aunque tardó hasta 1834 en reemplazar los procedimientos anticuados. El novelista Charles Dickens, en un discurso ante la Asociación de Reforma Administrativa, describió la retención de los recuentos durante el tiempo que una «adhesión obstinada a una costumbre obsoleta»; también se burló de los pasos burocráticos necesarios para implementar el cambio de la madera al papel. Dijo que «toda la burocracia en el país se volvió más roja ante la simple mención de esta concepción audaz y original». En el momento en que el proceso de reemplazo había finalizado, había dos carros llenos de palos de conteo viejos en espera de eliminación.
En octubre de 1834, Richard Weobley, el secretario de obras, recibió instrucciones de los funcionarios del Tesoro para limpiar los antiguos palos de conteo mientras se aplazaba el parlamento. Decidió no entregar los palos al personal parlamentario para usarlos como leña, y en su lugar optó por quemarlos en los dos hornos de calefacción de la Cámara de los Lores, directamente debajo de las cámaras de los Comunes. Los hornos habían sido diseñados para quemar carbón, que produce altas temperaturas con poca llama, y no madera, que quema con una llama alta. Las chimeneas de los hornos subían por las paredes del sótano donde estaban alojados, debajo de los pisos de la cámara de los Lores, luego subían por las paredes y salían por las chimeneas.

## 16 de octubre de 1834
El proceso de destruir los palillos de recuento comenzó al amanecer del 16 de octubre y continuó durante todo el día; a dos trabajadores irlandeses, Joshua Cross y Patrick Furlong, se les asignó la tarea. Weobley visitó a los hombres a lo largo del día, afirmando posteriormente que, en sus visitas, ambas puertas del horno estaban abiertas, lo que les permitía a los dos trabajadores observar las llamas, mientras que las pilas de palos en ambos hornos medían solo diez centímetros de altura. Otro testigo de los eventos, Richard Reynolds, el bombero de los Lores, luego informó que había visto a Cross y Furlong arrojando puñados de palos al fuego, una acusación que ambos negaron.
Los que cuidaban los hornos no sabían que el calor del fuego había derretido el revestimiento de cobre de los conductos y se había iniciado un incendio en la chimenea. Con las puertas de los hornos abiertas, se introdujo más oxígeno en los hornos, lo que aseguró que el fuego ardiera con más fuerza, y las llamas se impulsaron en las chimeneas más lejos de lo que deberían haber ido. Las chimeneas se habían debilitado con el tiempo debido a que el deshollinador les había cortado los puntos de apoyo. Aunque estos puntos de apoyo hubieran sido reparados cuando el deshollinador salía al terminar la limpieza, el tejido de la chimenea todavía estaba debilitado por la acción. En octubre de 1834, las chimeneas todavía no habían tenido su limpieza anual, y se había acumulado una cantidad considerable de residuos dentro de los conductos.
Un fuerte olor a quemado estuvo presente en las cámaras de los Lores durante la tarde del 16 de octubre, y a las 4:00 p. m. dos turistas que estaban de visita para ver los tapices de la Armada que colgaban allí no pudieron verlos adecuadamente debido al humo denso. Cuando se acercaron al lugar del ujier del Bastón negro en la esquina de la habitación, sintieron que el calor del piso entraba por sus botas. Poco después de las 4:00 p. m., Cross y Furlong terminaron el trabajo, colocaron los últimos palos en los hornos —cerrando las puertas mientras lo hacían— y se fueron a la cercana casa pública de Star and Garter.
Poco después de las 5:00 p. m., el calor y las chispas de una chimenea encendieron la carpintería de arriba. Las primeras llamas fueron vistas a las 6:00 p. m., debajo de la puerta de la Cámara de los Lores, por la esposa de uno de los porteros; entró en la cámara para ver el lugar del ujier Black Rod, las llamas quemaban las cortinas y los paneles de madera, y dio la alarma. Durante 25 minutos, el personal dentro del palacio inicialmente entró en pánico y luego trató de luchar con el incendio, pero no solicitaron asistencia, ni alertaron al personal en la Cámara de los Comunes, en el otro extremo del complejo del palacio.
A las 6:30 p. m. se produjo una combustión súbita generalizada, una bola de fuego gigante que The Manchester Guardian informó «estalló en el centro de la Cámara de los Lores, ... y ardió con tanta furia que en menos de media hora , todo el interior ... presentado ... una masa entera de fuego.» La explosión, y el techo ardiente resultante, iluminaron el horizonte y pudieron ser vistos por la familia real en el Castillo de Windsor, a 32 kilómetros de distancia. Alertados por las llamas, llegó ayuda de los bomberos de la parroquia cercana; como únicamente había dos motores de bomba de mano en la escena, tuvieron un uso limitado. Se unieron a las 6:45 p. m. 100 soldados de los guardias granaderos, algunos de los cuales ayudaron a la policía a formar una gran muralla frente al palacio, para mantener a la creciente multitud alejada de los bomberos; algunos de los soldados ayudaron a los bomberos a bombear el suministro de agua de los motores.
El London Fire Engine Establishment (LFEE), una organización dirigida por varias compañías de seguros en ausencia de una brigada de gestión pública, fue alertada alrededor de las 7:00 p. m., momento en que el incendio se había propagado desde la Cámara de los Lores. El jefe de la LFEE, James Braidwood, trajo consigo 12 bombas y 64 bomberos, a pesar de que el Palacio de Westminster era una colección de edificios gubernamentales sin seguro, y por lo tanto quedó fuera de la protección de la LFEE. Algunos de los bomberos llevaron sus mangueras hasta el Támesis. El río estaba en marea baja y significaba un escaso suministro de agua para las bombas en el lado del río del edificio.
Cuando Braidwood y sus hombres llegaron a la escena, la Cámara de los Lores había sido destruida. Una fuerte brisa del suroeste había avivado las llamas a lo largo de los pasillos estrechos y con paneles de madera hacia la capilla de San Esteban. Poco después de su llegada, el techo de la capilla se derrumbó; el ruido resultante fue tan fuerte que la multitud que observaba pensó que había habido una explosión al estilo de la Conspiración de la pólvora. Según The Manchester Guardian, «A las siete y media, las bombas se activaron en el edificio tanto desde el lado del río como desde el lado terrestre, pero las llamas ya habían adquirido un predominio tal que la cantidad de agua arrojada sobre ellos no produjo ningún efecto visible». Braidwood vio que era demasiado tarde para salvar la mayor parte del palacio, así que decidió concentrar sus esfuerzos en salvar el Westminster Hall, e hizo que sus bomberos cortaran la parte del techo que conectaba el pasillo con la Casa del Hablante, que ya estaba ardiendo, y luego se empapó el techo de la sala para evitar que se incendiara. Al hacerlo, salvó la estructura medieval a expensas de aquellas partes del complejo que ya estaban en llamas.
El brillo de la quema y las noticias que se difundieron rápidamente por Londres, hicieron que las multitudes siguieran apareciendo en un número cada vez mayor para ver el espectáculo. Entre ellos se encontraba un reportero del The Times, quien notó que había «vastas bandas de gentry de dedos ligeros en la asistencia, que sin duda cosecharon una rica cosecha, y [que] no dejaron de cometer varios atropellos desesperados».
Las multitudes eran tan densas que bloquearon el puente de Westminster en sus intentos por obtener una buena vista, y muchos se lanzaron al río en cualquier embarcación que pudieran encontrar o contratar para poder ver mejor. Una multitud de miles se congregaron en la Parliament Square para presenciar el espectáculo, incluido el primer ministro: William Lamb, y muchos de su gabinete. Thomas Carlyle, el filósofo escocés, fue uno de los presentes esa noche, y luego recordó que:

La multitud estaba tranquila, más que complacida que de otra manera; whew'd y silbidos cuando venía la brisa como para alentarla: «hay un estallido (lo que llamamos brillo ) para la Cámara de los Lores». — «¡Un juicio para el proyecto de ley de la ley de los pobres! van sus hachas»(actos)! Tales exclamaciones parecían ser las que prevalecían. Ni un único hombre diciendo «lo siento», no vi en ninguna parte.

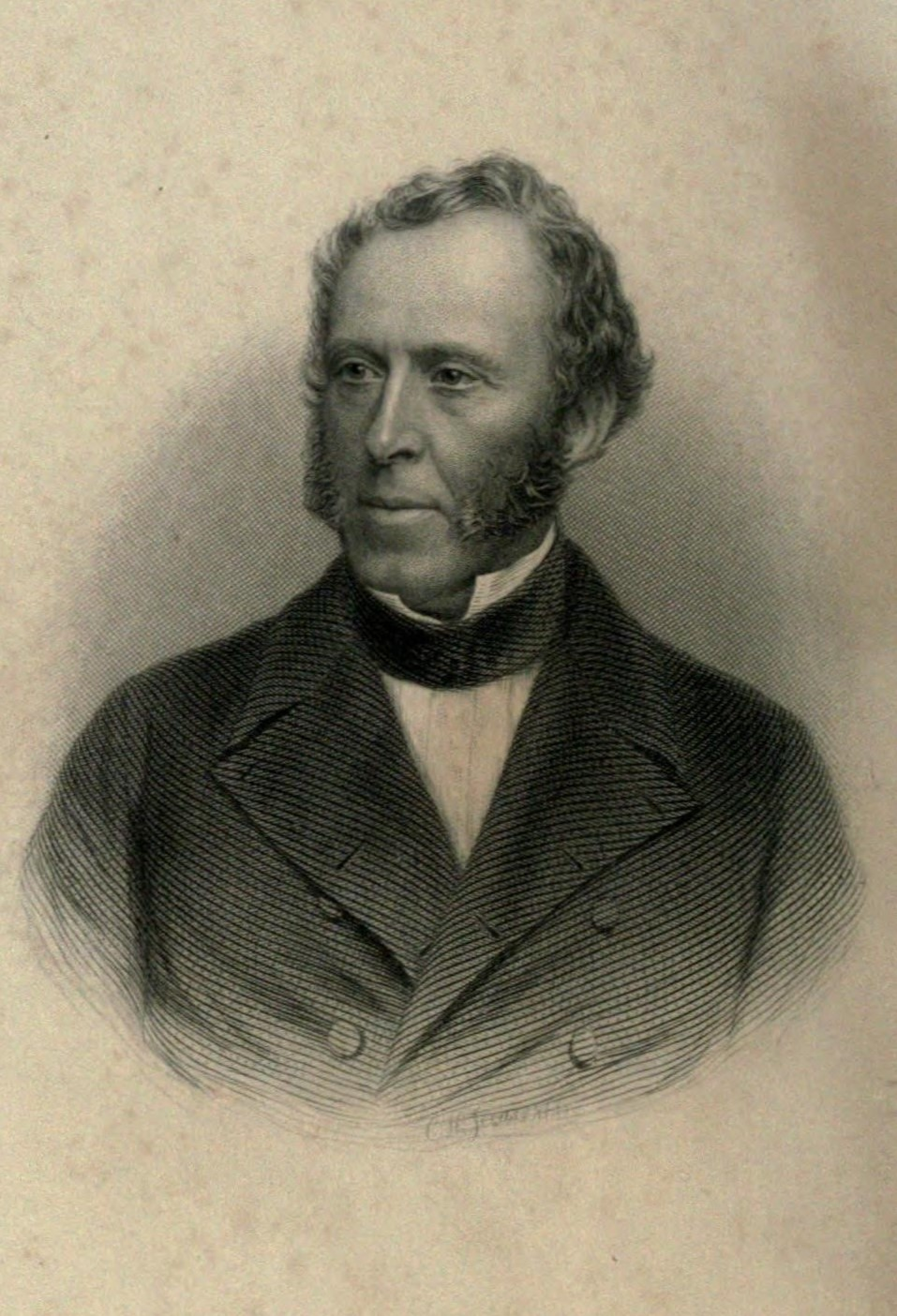
Superintendente James Braidwood del London Fire Engine Establishment, retratado en 1866.

John Hobhouse , Primer Comisionado de Bosques, dudó de esta opinión y supervisó el mantenimiento de los edificios reales, incluido el Palacio de Westminster. Escribió que «la multitud se comportó muy bien; únicamente un hombre fue arrestado por hacer piruetas cuando las llamas aumentaron ... en general, era imposible que un gran conjunto de personas se comportara mejor». Muchos de los parlamentarios y colegas presentes, incluido Lord Palmerston, el Secretario de Estado para Asuntos Exteriores, ayudaron a derribar puertas para rescatar libros y otros tesoros, ayudados por transeúntes; el diputado serjeant-at-Arms tuvo que irrumpir en una habitación en llamas para salvar la maza parlamentaria.
A las 9:00 p. m. tres regimientos de Guardias llegaron a la escena. Aunque las tropas ayudaron a controlar la multitud, su llegada fue también una reacción de las autoridades ante los temores de una posible insurrección, por lo que la destrucción del parlamento podía haber sido el primer paso. Las tres revoluciones europeas de 1830 —las acciones francesa, belga y polaca— seguían siendo preocupantes, al igual que los disturbios del Capitán Swing y la reciente aprobación de la Ley de Enmienda de la Ley de los Pobres de 1834, que alteró la ayuda proporcionada por el sistema de la Workhouse.
Alrededor de la 1:30 a. m., la marea había subido lo suficiente como para permitir que el camión de bomberos flotante del LFEE llegara a la escena. Braidwood lo había pedido cinco horas antes, pero la marea baja había obstaculizado su avance desde su amarre río abajo en Rotherhithe. Una vez que llegó, fue efectivo para controlar el incendio que se había apoderado de la Casa del Orador.
Braidwood consideraba que Westminster Hall estaba a salvo de la destrucción antes de la 1:45 a. m., en parte debido a las acciones del camión de bomberos flotante, pero también porque un cambio en la dirección del viento mantenía las llamas lejos del Hall. Una vez que la multitud se dio cuenta de que la sala estaba a salvo, comenzaron a dispersarse, y se marcharon alrededor de las 3:00 a. m., momento en que el fuego cerca de la sala estaba casi apagado, aunque continuó ardiendo hacia el sur del complejo. Los bomberos permanecieron en su lugar hasta alrededor de las 5:00 a. m., cuando se apagaron las últimas llamas y la policía y los soldados fueron reemplazados por nuevos turnos.
La Cámara de los Lores, así como sus vestuarios y salas de comités, fueron destruidas, al igual que la Cámara Pintada y el extremo de conexión de la Galería Real. La Cámara de los Comunes, junto con su biblioteca y salas de comités, la residencia oficial del secretario de la Cámara y la Casa del Orador, fueron devastadas. Otros edificios, como los tribunales de justicia, sufrieron graves daños. Los edificios dentro del complejo que emergieron relativamente ilesos incluyeron al Westminster Hall, los claustros y el techo interior de St. Stephen's, St. Mary Undercroft Chapel, Jewel Tower y los nuevos edificios de John Soane al sur. Las medidas estándar británicas, la yarda y libra, ambas se perdieron en el incendio; las medidas se crearon en 1496. También se perdieron la mayoría de los registros procesales de la Cámara de los Comunes, que se remontaban a finales del siglo XV. Los Actos del Parlamento originales de 1497 sobrevivieron, al igual que los Diarios de los Lores, todos los cuales estaban almacenados en la Torre de la Joya en el momento del incendio. En palabras de Shenton, el incendio fue «el incendio más trascendental en Londres entre el Gran Incendio de 1666 y el Blitz»  de la Segunda Guerra Mundial. A pesar del tamaño y la ferocidad del incendio, no hubo muertes, aunque hubo nueve víctimas durante los eventos de la noche que fueron lo suficientemente graves como para requerir hospitalización.

## Consecuencias

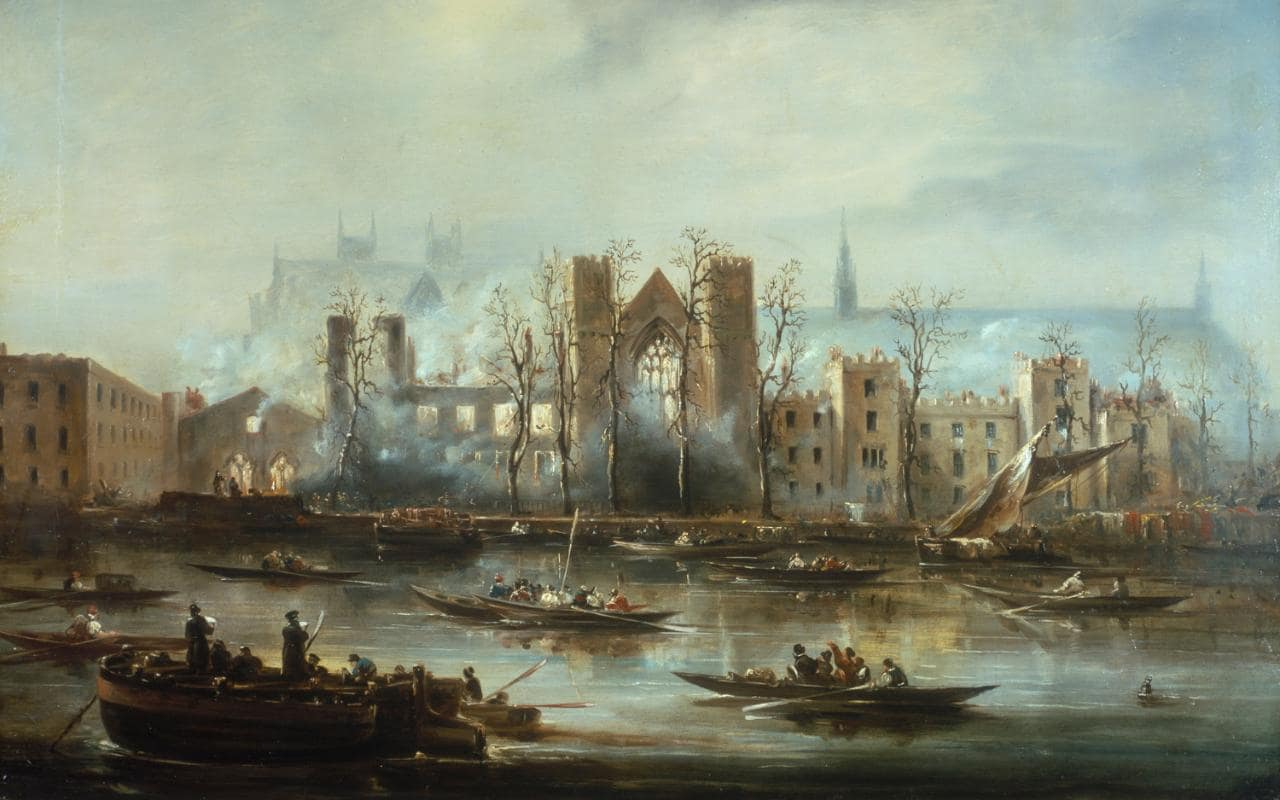
El Palacio de Westminster, visto desde el Támesis después del incendio.

El día después del incendio, la Oficina de Maderas y Bosques emitió un informe en el que describía el daño, afirmando que «se está realizando la investigación más estricta sobre la causa de esta calamidad, pero no existe la menor razón para suponer que haya surgido de alguna que no sean causas accidentales». The Times informó sobre algunas de las posibles causas del incendio, pero indicó que era probable que la quema de los palos del tesoro fuera la culpa. El mismo día, los ministros que estaban en Londres se reunieron para una reunión de gabinete de emergencia; ordenaron que se redactara una lista de testigos, y el 22 de octubre, un comité del Consejo Privado del Reino Unido se reunió para investigar el incendio.
El comité, que se reunió en privado, escuchó numerosas teorías sobre las causas del incendio, incluida la actitud relajada de los fontaneros que trabajan en los Lores, el descuido de los sirvientes en la cafetería de Howard, situada dentro del palacio, y una explosión de gas. Otros rumores comenzaron a circular; el Primer Ministro recibió una carta anónima que afirmaba que el incendio fue un ataque. El comité emitió su informe el 8 de noviembre, que identificó la quema de las palos de las cuentas, como la causa del incendio. El comité pensó que era poco probable que Cross y Furlong hubieran sido tan cuidadosos en llenar los hornos como habían afirmado, y el informe declaró que «es desafortunado que el señor Weobley no haya supervisado con mayor eficacia la quema de los palos de cuentas».
El rey Guillermo IV ofreció Buckingham Palace como reemplazo del Parlamento; la propuesta fue rechazada por los parlamentarios que consideraron el edificio «lúgubre». El Parlamento todavía necesitaba un lugar para reunirse, y la Cámara Menor y la Cámara Pintada fueron rematadas y amuebladas para los Comunes y los Lores, respectivamente, para la Apertura Estatal del Parlamento el 23 de febrero de 1835. La apertura incluyó una declaración del Rey, leída por Henry Brougham, 1er Barón de Brougham y Vaux, el Lord canciller , que prorrogó el parlamento hasta el 25 de noviembre de 1835.
Aunque el arquitecto Robert Smirke fue designado en diciembre de 1834 para diseñar un palacio de reemplazo, la presión del exteniente coronel Edward Cust para abrir el proceso a un  concurso de competencia que ganó popularidad en la prensa y que consiguió la formación en 1835 de una comisión real. Este cuerpo determinó en qué estilo debía construirse el nuevo edificio, y en junio decidieron tanto la arquitectura isabelina o la gótico ambas debían ser utilizadas. La comisión también decidió que, si bien no se exigiría a los competidores seguir el esquema del palacio original, los edificios supervivientes de Westminster Hall, la Capilla de Undercroft y los claustros de San Esteban deberían incorporarse al nuevo complejo.
Hubo 97 proyectos en concurso, que se cerraron en noviembre de 1835; cada proyecto debía ser identificable únicamente por un seudónimo o símbolo. La comisión presentó su recomendación en febrero de 1836; el proyecto ganador, que obtuvo un premio de  1,500 £, fue la número 64, identificada por un escudo, el símbolo elegido por el arquitecto Charles Barry. El proyecto de Barry, que no estaba inspirado en ningún edificio isabelino o gótico secular inglés, había visitado Bélgica para ver ejemplos de la arquitectura cívica flamenca antes de redactar su diseño; para completar los necesarios dibujos a pluma y tinta, que ahora están perdidos, empleó a Augustus Pugin, un arquitecto de 23 años que fue, en palabras del historiador arquitectónico Nikolaus Pevsner, «el más fértil y apasionado de los góticos». Treinta y cuatro de los competidores presentaron una petición al parlamento contra la selección de Barry, quien era amigo de Cust, pero su petición fue rechazada, y el ex primer ministro Robert Peel defendió a Barry y el proceso de selección.

## Nuevo Palacio de Westminster
Barry planeó una enfilada, o lo que Christopher Jones, el exeditor político de la BBC, ha llamado «una larga columna vertebral de las Cámaras de los Lores y los Comunes», que permitió al Presidente de la Cámara de los Comunes observar la línea del edificio. Para ver el trono de la reina en la Cámara de los Lores. Establecido alrededor de 11 patios, el edificio incluía varias residencias con alojamiento para unas 200 personas, y comprendía un total de 1,180 habitaciones, 126 escaleras y 3,2 km de pasillos. Entre 1836 y 1837, Pugin hizo dibujos más detallados en los que se hicieron estimaciones para la finalización del palacio; los informes de los costos estimados varían de 707,000 £ a 725,000 £, con seis años de plazo hasta la finalización del proyecto.

En junio de 1838, Barry y sus colegas emprendieron una gira por Gran Bretaña para ubicar un suministro de piedra para el edificio, y finalmente escogieron la piedra caliza magnesiana de la cantera de Anston del Ducado de Leeds. El 1 de enero de 1839 se comenzó a construir en la orilla del río, y la esposa de Barry colocó la primera piedra el 27 de abril de 1840. La piedra estaba muy extraída y manejada, y con la atmósfera contaminada de Londres resultó ser problemática, con los primeros signos de deterioro que se mostraron en 1849, y las renovaciones extensas requeridas periódicamente.
Aunque hubo un retroceso en el progreso con unos albañiles en huelga entre septiembre de 1841 y mayo de 1843, la Cámara de los Lores tuvo su primera sesión en la nueva cámara en 1847. En 1852 los Comunes fue terminado, y ambas Casas se sentaron en sus nuevas cámaras por primera vez; La reina Victoria utilizó por primera vez la entrada real recién completada. En el mismo año, mientras Barry fue nombrado Knight Bachelor, Pugin sufrió un colapso mental y, luego de su encarcelamiento en el Hospital Real de Bethlem para los locos , murió a la edad de 40 años.
Big Ben o torre del reloj o Torre de Elizabeth se completó en 1858, y la Torre Victoria en 1860; Barry murió en mayo de ese año, antes de que se finalizaran los trabajos de construcción. Las etapas finales del trabajo fueron supervisadas por su hijo, Edward, quien continuó trabajando en el edificio hasta 1870. El costo total del edificio fue de alrededor de 2.5 millones de £.

## Legado
En 1836 se formó la Comisión Real de Registros Públicos para investigar la pérdida de los registros parlamentarios y hacer recomendaciones sobre la preservación de futuros archivos. Sus consejos publicados en 1837 condujeron a la Ley de Registro Público (1838), que estableció la Oficina de Registro Público, inicialmente basada en Chancery Lane.

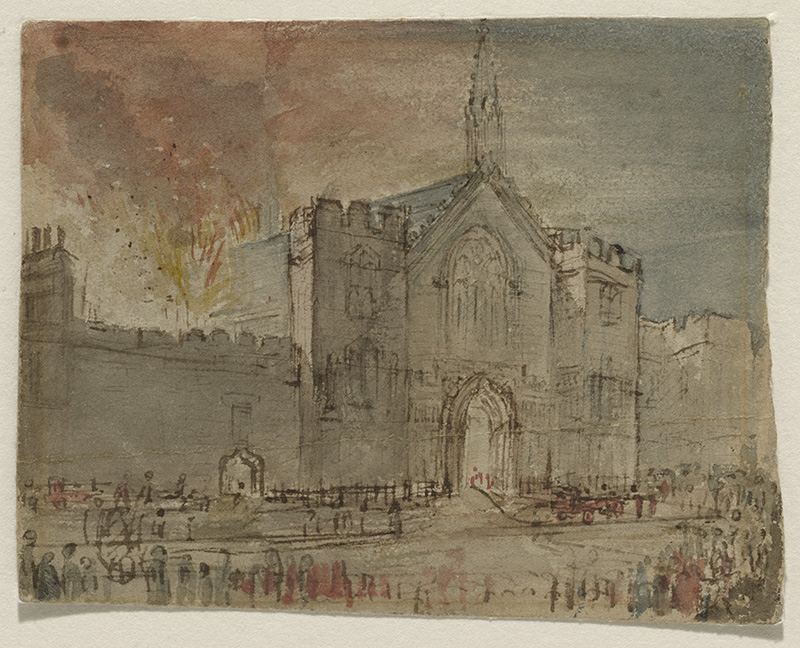
John Constable apunte realizado cuando fue testigo del fuego.

El incendio se convirtió en el «evento más representado en el Londres del siglo XIX ... atrayendo a la escena a una gran cantidad de grabadores, acuarelistas y pintores». Entre ellos se encontraban Joseph Mallord William Turner, el pintor de paisajes, quien luego produjo dos imágenes del incendio, y el pintor romántico John Constable, quien dibujó el incendio desde un taxi de carruaje, en el puente de Westminster.
La destrucción de las mediciones estándar condujo a una revisión del sistema de pesos y medidas británico. Una investigación que se realizó entre 1838 y 1841 consideró los dos sistemas en competencia utilizados en el país, las medidas avoirdupois y peso troy , y decidió que avoirdupois se utilizaría de inmediato; Los pesos troy fueron retenidos únicamente para oro, plata y piedras preciosas. William Simms, el fabricante científico de instrumentos, formuló de nuevo los pesos y medidas destruidas , quienes produjeron los reemplazos después de «innumerables horas de pruebas y experimentos para determinar el mejor metal, la mejor forma de la barra y las correcciones de temperatura».
El Palacio de Westminster ha sido declarado Patrimonio de la Humanidad por la UNESCO desde 1987, y está clasificado como de valor universal excepcional. La UNESCO describe el sitio como «de gran importancia histórica y simbólica», en parte porque es «uno de los monumentos más significativos de la arquitectura neogótica, como un ejemplo destacado, coherente y completo del estilo neogótico». La decisión de usar el diseño gótico para el palacio estableció el estilo nacional, incluso para los edificios seculares.
En 2015, el presidente de la Comisión de la Cámara de los Comunes, John Thurso , declaró que el palacio estaba en «condiciones extremas». El presidente de la Cámara de los Comunes, John Bercow, estuvo de acuerdo y dijo que el edificio necesitaba reparaciones extensas. Informó que el parlamento «sufre de inundaciones, contiene una gran cantidad de asbesto y tiene problemas de seguridad contra incendios», que costaría 3 mil millones de libras arreglarlo.